# Salesia Strickler
Salesia Strickler (* 16. Februar 1834 als Josefa Genoveva Katharina Strickler in Menzingen; † 17. Mai 1898 ebenda) war eine Schweizer katholische Ordensfrau und mehr als 30 Jahre Generaloberin der Schwestern vom Heiligen Kreuz.

## Leben
Sie war die Tochter des Bauern Andreas Strickler und dessen Frau Genoveva, geborene Stocker.
1844 gründete Bernarda Heimgartner den Orden der Lehrschwestern vom Heiligen Kreuz und eröffnete in Menzig eine Schule, welche auch Josefa Strickler besuchte. Von 1846 bis 1849 beendete Strickler ihre Schulzeit in Rappoltsweiler im Elsass, wurde Kandidatin in Rhäzüns und trat in Zizers unverheiratet in den Orden ein. 1851 schloss sie das staatliche Lehrerinnenexamen ab und wählte Schwester Salesia als ihren Ordensnamen. 1855 war die junge Nonne dann Oberin des Lehrinstituts (späterer Name Stella Maris) in Rorschach. 1863 wurde sie zur Nachfolgerin von Bernarda Heimgartner als Mutter Oberin des Konvents gewählt. Im folgenden Jahr reorganisierte sie die Kandidatinnenschule in Menzingen und vergrösserte diese mit einem Töchterpensionat, da sich die Lehrkräfte durch die bisher einjährige Lehrerausbildung zu unvorbereitet fühlen. Nachdem die religiöse Lehrtätigkeit im Jahr 1876 zwischen liberalen und religiösen Kräften intensiv diskutiert wurde, wurden Töchterpensionat und Kandidatinnenschule schliesslich 1877 institutionell getrennt. Schwester Salesia argumentierte auf Seiten der Säkularisierungsgegner, nahm aber bei der Ausarbeitung einer rechtskonformen Schulsatzung des Ordens teil.
Als Generaloberin von 1863 bis zu ihrem Tod 1898 setzte sie sich für den weiteren Ausbau des Ordens der Lehrschwestern ein und gründete zahlreiche Niederlassungen in Europa, was die spätere Ausbreitung des Ordens in die ganze Welt ermöglichte. In Salesias Auftrag wurde neben der schulischen Bildung auch praxisorientierte Kurse gegeben, Lehrschwestern gingen nicht nur in die zentralen Orte, sondern auch in entlegenere Bergdörfer und Gehöfte. Bereits 1883 wurden Menzinger Schwestern als Missionslehrerinnen nach Südafrika entsandt.

## Ehrungen
Nach ihr wurde das ehemalige Salesianum Zug benannt, eine Einrichtung des Ordens.